# Hyperodontia

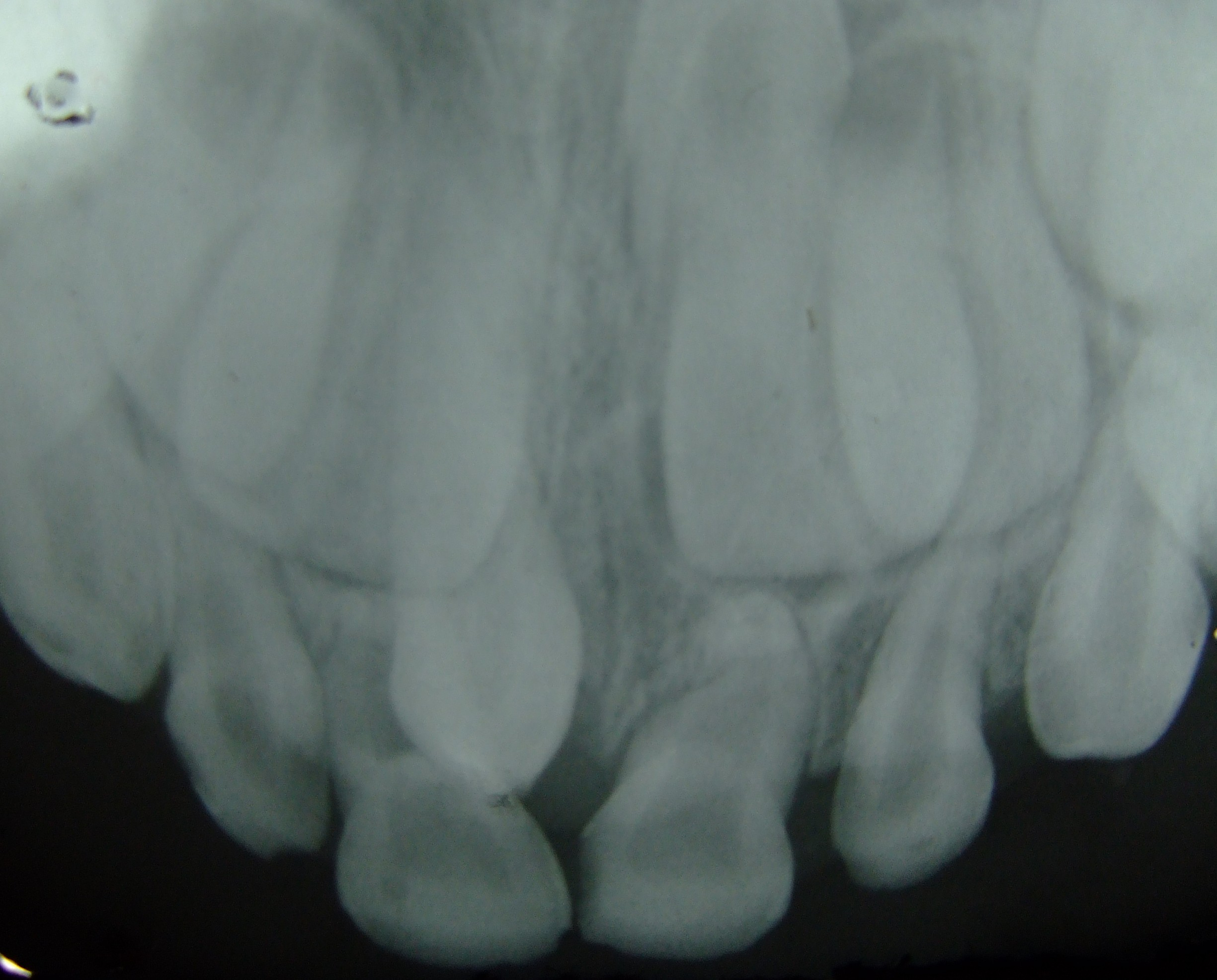
Hyperodontia a felső állcsonton

Hyperodontiának nevezzük a (veleszületett) számfeletti fogak megjelenését. Kialakulhat, ha kettéhasad a fejlődés során a fogcsíra (ilyenkor alakjában és méretében egy kisebb, csökevényes fog valószínű) vagy ha a foglécből a kelleténél több fogcsíra fejlődik ki. Leggyakrabban a maradófogaknál, a felső állcsont frontális területén fordul elő, de a tejfogaknál is létrejöhet. Megkülönböztetünk normális méretű és alakú számfeletti fogat (dens supranumerarius), illetve kisebb vagy szabálytalan alakút (dens supplementarius). A hyperodontia megjelenésének leggyakoribb formája a mesiodens, amely a maxilláris nagymetszők között észlelhető. Gyakran előfordul a bölcsességfog mögött, negyedik őrlőfognak nevezett számfeletti fog (inkább a maxillában).

## Diagnosztika
A preeruptív szakaszban (előtörés előtt) kimutathatjuk röntgensugárzás segítségével, illetve előtörés után (posteruptiv) láthatóvá válik. Hyperodontiát észlelhetünk egyéb kórképek tüneteiként, mint például Gardner-szindrómánál, cleidocranialis dysostosisnál stb.

## Következmények
A legtöbb számfeletti fog az állcsontban marad, helyhiány miatt viszont kialakulhat a fog impactálódása (állcsontban rekedés). A számfeletti fog káros hatású lehet a szomszédos fogak gyökereire, létrejöhet a szomszédos fogak vándorlása, illetve felmerülhetnek a későbbiekben esztétikai- és beszédproblémák (leginkább mesiodensnél, dentolabialis hangok képzésekor: pöszeség).